# L'ultimo avventuriero
L'ultimo avventuriero (The Adventurers) è un film statunitense del 1970 diretto da Lewis Gilbert. È un film d'avventura a sfondo romantico con Bekim Fehmiu, che interpreta un avventuriero che lascia Roma per vendicarsi di un ufficiale di polizia che gli ha ucciso la madre nell'immaginario stato sudamericano di Corteguay. È basato sul romanzo del 1966 L'ultimo avventuriero (The Adventurers) di Harold Robbins, pubblicato in Italia per la prima volta da Rizzoli nel 1967,  ed è liberamente ispirato alla vita del diplomatico e playboy dominicano Porfirio Rubirosa.

## Trama
Il dodicenne Dax vive in una fazenda nel paese centroamericano del Corteguay dove il padre, autorevole personalità politica, tenta di portare la democrazia in un paese sempre sorretto da presidenti dittatoriali. Presto si troverà coinvolto nelle guerre civili del suo paese, e dopo che avrà trascorso un periodo a Roma dove diventerà adulto e conoscerà le belle donne ma anche la corruzione della dolce vita, ritornerà per non rinunciare a tentare di combattere per mettere fine alle ingiustizie e alle guerre intestine del Corteguay.

## Produzione
Il film, diretto da Lewis Gilbert su una sceneggiatura di Michael Hastings e dello stesso Lewis Gilbert con il soggetto di Harold Robbins (autore del romanzo), fu prodotto da Gilbert per la Paramount Pictures tramite la AVCO Embassy Pictures e girato a Cartagena in Colombia, a Cinecittà a Roma a Como/Villa Olmo e a Venezia, a Porto Rico e negli Stati Uniti con un budget stimato in 17 milioni di dollari.

## Distribuzione
Il film fu distribuito negli Stati Uniti dal 25 marzo 1970 al cinema dalla Paramount Pictures. È stato poi pubblicato in DVD negli Stati Uniti dalla Paramount Home Video nel 2005.

## Promozione
Le tagline sono:
- "Nothing has been left out of "The Adventurers"".
- "What does it take to be a man among men? Dax has it in THE ADVENTURERS.".

## Critica
- Secondo il Morandini il film è "un melodramma avventuroso che trabocca di sesso, violenza, fuochi d'artificio, orge, amori lesbici".[6]